# Patetična simfonija (Čajkovski)
Simfonija št. 6 v h-molu, op. 74, imenovana »Patetična«, je zadnja simfonija ruskega skladatelja Petra Iljiča Čajkovskega.
"Česa lepšega od te simfonije nisem nikoli napisal in tudi ne bom nikoli več; vanjo sem vložil, če ne pretiravam, vso svojo dušo," je skladatelj zaupal svojemu nečaku. Ni se motil, saj je dober teden po njeni prvi izvedbi, ki jo je konec oktobra 1893 še sam dirigiral v Petrogradu, umrl za kolero. Za vse, kar je hotel povedati v tej svoji zadnji izpovedi, je skladatelj uporabil oblikovne posebnosti, ki se v marsičem razlikujejo od tradicionalne oblike simfonije. Uvodni adagio s svojim žalostnim in pretresljivo otožnim vzdušjem daje osnovno razpoloženje celotnemu delu. Prvemu stavku allegro ma non troppo, polnemu najrazličnejših kontrastov, ki se stopnjujejo do dramatične napetosti, sledi namesto običajnega počasnega stavka originalni allegro con grazia. 
Živahnost in prešernost 5/4 ritma s karakterističnim prizvokom ruske nacionalne melodike poslušalca razvedrita in izbrišeta vse žalostne vtise iz prvega stavka. 
Obsežen tretji stavek (namesto scherza) je sijajno oblikovana koračnica, ki se stopnjuje do kljubovalnega zaključka. 
Močan kontrast je v izrazu najmočnejši in silno poglobljeni finale. Neomajne vere v življenje, optimizma in vedrine, s katero je skladatelj včasih zaključeval svoja dela, tako četrto kot peto simfonijo, tokrat ne najdemo več. Kot da ni več časa za upanje, se skladatelj preda globoki otožnosti. Silna bolečina in brezupna žalost, ki jo izraža že tempo - adagio lamentoso - in z vzdihi obupa prežet andante so odsev neskončne potrtosti. Gotovo ni brez pomena, da je skladatelj to svoje življenjsko delo, ki ga je ustvarjal že v slutnji bližajoče se smrti, tako zaključil. 
Simfonijo št. 6 je po nasvetu brata Modesta iz »programske« preimenoval sprva v »tragično« in nato v »patetično«.